# 이오숙

## 생애
이오숙은 대한민국의 소방공무원으로, 2024년 5월부터 전라북도 소방본부장을 맡고 있다. 1967년 충청남도 부여군 초촌면에서 출생하였으며, 초촌초등학교와 석성중학교, 쌘뽈여자고등학교를 졸업하였다. 이후 한남대학교에서 행정학을 전공하여 학사 학위를 받았고, 동 대학교 행정정책대학원에서 소방행정학 석사 학위, 일반대학원에서 행정학 박사 학위를 취득하였다.
1988년 지방소방사 공채로 대전광역시 소속 소방공무원으로 임용되었으며, 초기에는 대전 동부소방서 구조구급계장 등으로 근무하였다. 2009년부터는 소방방재청 소방장비과 및 구조구급과 등 중앙행정 부서에 배치되어 정책 관련 업무를 수행하였다. 이후 충청남도 소방본부 방호구조과, 국민안전처 구급품질계장, 대구광역시 소방안전본부 소방행정과장 등을 거쳤으며, 대전광역시와 충청남도에서는 119안전센터장을 역임하였다. 2018년에는 대구 북부소방서장으로 발령되었다.
강원도 소방학교장으로도 근무하였으며, 코로나19 유행 시기에는 소방청에서 긴급대응과장을 맡아 감염병 관련 현장 대응 및 구급체계 조정 등의 업무를 수행하였다. 이후 2023년 3월 소방준감으로 승진하였고, 같은 해 소방청 대변인으로 임명되었다. 대변인 재직 당시에는 소방청의 대외 홍보와 언론 대응을 총괄하였다.
2024년 5월에는 소방감으로 승진하며 전라북도 소방본부장에 임명되었다. 소방감은 소방공무원 계급 중 2급에 해당하며, 전라북도 소방본부장은 도내 12개 소방서를 총괄하는 직위이다. 본부장 재직 중에는 전북 구급상황관리센터 운영, 전북형 스마트119 시스템 구축, 구조·구급 업무 효율화, 축사 화재 예방 데이터 분석 체계 도입 등에 관여하였다. 또한 감찰팀 주도의 내부 청렴도 조사, 급식 개선, 순직자 추모시설 조성 등 조직 내부 개선 사업을 추진하였으며, 본부-일선 간 업무소통 체계 점검에도 참여하였다.
현장 대응 점검의 일환으로 여름철 수난·산악 구조 대비 훈련을 장수소방서 등에서 실시하였고, 계절별 재난 유형에 따른 대응 계획 수립에도 관여하였다. 2024년~2025년 간에는 전북지역 내 이차전지 공장 화재 위험 분석, 부안 지진 대응 실태 확인 등의 활동이 있었다. 전라북도 본부장 부임 이후, 도청 및 유관기관과의 정책협의 및 재난대응 업무 연계에도 참여하였다.